# Синя мухоловка
Синя мухоловка (Cyanoptila cyanomelana) е вид птица от семейство Muscicapidae, единствен представител на род Cyanoptila.

## Разпространение
Видът е разпространен в Бруней, Камбоджа, Китай, Хонконг, Индонезия, Япония, Северна Корея, Южна Корея, Лаос, Малайзия, Мианмар, Филипините, Русия, Сингапур, Тайланд и Виетнам.